# Acanthus carduaceus
Acanthus carduaceus är en akantusväxtart som beskrevs av William Griffiths. Acanthus carduaceus ingår i släktet akantusar, och familjen akantusväxter. Inga underarter finns listade i Catalogue of Life.